# Jim Fixx
James Fuller Fixx (* 23. April 1932 in New York; † 20. Juli 1984 in Hardwick) war ein US-amerikanischer Läufer und Sachbuchautor. Er war der Autor eines ab 1977 in hohen Auflagen verbreiteten Buches und Verkaufsschlagers Das komplette Buch vom Laufen, das in vielen Ländern erschien. Es machte ihn durch seine Popularisierung der Laufbewegung und ihrer gesundheitlichen Wirkungen zu einem der Pioniere der weltweiten Fitnessrevolution in den siebziger Jahren. Auch sein früher Tod nach einem Lauftraining erregte großes Aufsehen und löste vielfache Diskussionen aus.

## Leben
Als Sohn eines Redakteurs der TIME absolvierte Fixx das Oberlin College in Oberlin (Ohio) und war danach als Journalist tätig.
Mit 35 Jahren begann Fixx 1967 mit seinem Lauftraining. Zu dieser Zeit hatte er massives Übergewicht (110 kg) und rauchte zwei Schachteln Zigaretten pro Tag. Zehn Jahre später wog er 30 Kilogramm weniger, hatte Marathonläufe bestritten und war Nichtraucher. Zu dieser Zeit war seine Publikation The Complete Book of Running (Das komplette Buch vom Laufen) erschienen, das 11 Wochen lang an der Spitze der Bestseller-Liste stand und eine Auflage von Millionen erreichte. Das Buch fand begeisterte Leser in aller Welt. In seinen Büchern und im Fernsehen propagierte er aus seinem persönlichen Erleben die gesundheitlichen Vorteile des Lauftrainings, insbesondere hinsichtlich der Steigerung der durchschnittlichen Lebenserwartung. Letztere Prognose traf auf ihn nicht zu.
Fixx erlitt 1984 52-jährig auf dem Heimweg vom täglichen Lauftraining einen Sekundentod.

## Todesursache
Die Obduktion von Jim Fixx erbrachte eine schwere Arteriosklerose aller drei Herzkranzarterien (zu 95, 85 und 70 % verschlossen). Der Sportmediziner Kenneth Cooper listete die Risikofaktoren auf, die zum Tod von Fixx beigetragen haben könnten. Demnach bestand eine genetische Belastung (sein Vater starb an einem Herzanfall im Alter von 43 Jahren, Fixx selbst hatte ein  angeboren vergrößertes Herz), er war bis zum Beginn seiner Laufkarriere mit 36 Jahren ein starker Raucher und erheblich übergewichtig. Er hatte einen stressbetonten Beruf und eine zweite Scheidung hinter sich.

## Schriften (Auswahl)
- The complete book of running. Random House, New York 1997, ISBN 0-394-41159-5 (EA New York 1977).
  - Das komplette Buch vom Laufen. Fischer Taschenbuch-Verlag, Frankfurt/Main 1994, ISBN 3-596-23326-7 (EA Frankfurt/M. 1979).
- Jim Fixx's Second Book of Running. The all-new companion volume to „The complete book of running“. Random House, 1980, ISBN 0-394-50898-X.
- Maximum Sports Performance. How to Achieve Your Full Potential in Speed, Endurance, Strength and Coordination. Random House, New York 1985, ISBN 0-394-53682-7 (im Auftrag des Nike Sports Research Laboratory postum erschienen).

| Personendaten    | Personendaten                              |
| ---------------- | ------------------------------------------ |
| NAME             | Fixx, Jim                                  |
| ALTERNATIVNAMEN  | Fixx, James Fuller                         |
| KURZBESCHREIBUNG | US-amerikanischer Läufer und Sachbuchautor |
| GEBURTSDATUM     | 23. April 1932                             |
| GEBURTSORT       | New York                                   |
| STERBEDATUM      | 20. Juli 1984                              |
| STERBEORT        | Hardwick                                   |